# Belisario Boeto
Belisario Boeto (* 1841 in Sucre; † 1900 in Sucre) war Jurist und Politiker in Bolivien.
Im Jahr 1884 war Boeto an den Friedensverhandlungen mit Chile beteiligt, in denen um den rechtlichen Status der durch Chile von Bolivien abgetrennten Küstenregionen Tacna und Arica verhandelt wurde.
In den Jahren 1893 und 1899 war Boeto Präsident des Obersten Gerichtshofes Boliviens.
Heute trägt die Provinz Belisario Boeto im Departamento Chuquisaca seinen Namen.